# Cuproiridsite
La cuproiridsite (simbolo IMA: Cir) è un minerale raro del supergruppo dello spinello e in particolare dei tiospinelli, nella cui famiglia occupa un posto nel sottogruppo della carrollite; appartiene alla classe minerale dei "solfuri e solfosali" con la composizione chimica CuIr2S4 è quindi, da un punto di vista chimico, è un solfuro di rame-iridio.

## Etimologia e storia
La cuproiridsite è stata scoperta insieme alla cuprorhodsite in campioni minerali del monte Filipp (in russo: гора Филиппа) nella penisola di Kamchatka, nonché dal massiccio del Kondër e dal vicino massiccio del Ciad nell'altopiano dell'Aldan sul territorio della Repubblica di Sacha nella regione di Chabarovsk del Circondario federale dell'Estremo Oriente. Tutti e tre i siti sono quindi considerati località tipo per la cuproiridsite. L'analisi e la descrizione iniziale sono state eseguite da un gruppo di studiosi russi che diede il nome al minerale in base alla sua composizione chimica, contenente rame (in latino: 'cuprum') e iridio.
Nel 1984, il team mineralogico guidato da Rudaschewski presentò i risultati della sua ricerca e il nome scelto per l'esame all'Associazione Mineralogica Internazionale (IMA) (numero di registrazione interna dell'IMA: 1984-016), che riconobbe la cuproiridsite come specie minerale indipendente. La pubblicazione seguì un anno dopo sulla rivista russa Записки Всесоюзного Минералогического Общества (Sapiski Vsessojusnogo Mineralogitscheskogo Obschtschestwa) e fu confermata nuovamente nel 1986 con la pubblicazione di New Mineral Names sulla rivista in lingua inglese American Mineralogist.
Il campione tipo del minerale è conservato nella collezione mineralogica dell'"Università mineraria statale di San Pietroburgo" con il numero di collezione 1686/1.

## Classificazione
Nella Sistematica dei lapis (Lapis-Systematik) di Stefan Weiß la cuproiridsite è elencata nella classe dei "solfuri con rapporto molare metallo:S,Se,Te < 1:1" insieme a cuprorhodsite, ferrorhodsite (ora non più riconosciuta come minerale a sé perché identica a cuprorhodsite; IMA 2017-H), kingstonite, malanite e xingzhongite con le quali forma il gruppo senza nome II/D.02.
La nona edizione della classificazione dei minerali di Strunz, aggiornata dall'IMA fino al 2009, elenca la cuproiridsite nella classe "2. Solfuri e solfosali (solfuri, seleniuri, tellururi; arseniuri, antimoniuri, bismuturi; solfoarseniuri, solfoantimonuri, solfobismuturi, ecc.)" e nella sottoclasse "2.D Solfuri metallici, M:S = 3:4 e 2:3"; questa viene ulteriormente suddivisa in base al rapporto tra metallo (M) e zolfo (S) in modo che la cuproiridsite possa essere trovata nella sezione "2.DA M:S = 3:4" dove insieme a cadmoindite, cuprokalininite, cuprorhodsite, ferrorhodsite, fletcherite, florensovite, greigite, indite, kalininite, malanite, trüstedtite, bornhardtite, carrollite, daubréelite, linnaeite, polidimite, siegenite, tyrrellite, violarite e xingzhongite forma il sistema nº 2.DA.05.
Tale classificazione è mantenuta anche nell'edizione successiva, proseguita dal database "mindat.org" e chiamata Classificazione Strunz-mindat dove ai minerali già citati si aggiungono berndlehmannite, joegoldsteinite, nickeltyrrellite e shiranuiite.
Anche la classificazione dei minerali secondo Dana, utilizzata principalmente nei paesi di lingua inglese, classifica la cuproiridsite nella classe dei "solfuri e solfosali" e lì nella sottoclasse dei "minerali solfuri".; la si trova nel "gruppo della linnaeite (isometrico: Fd3m)" con il numero di sistema 02.10.01 nella sottosezione dei "solfuri – compresi seleniuri e tellururi – con la composizione AmBnXp, con (m+n):p = 3:4".

## Abito cristallino
La cuproiridsite cristallizza nel sistema cubico nel gruppo spaziale Fd3m (gruppo nº 227) con il parametro reticolare a = 9,92 Å e 8 unità di formula per cella unitaria.

## Chimica
La cuproiridsite con la composizione dell'elemento terminale (CuIr2S4) è composta da rame (Cu), iridio (Ir) e zolfo (S) in un rapporto molare di 1:2:4, che corrisponde a una frazione di massa (peso %) dell'11,03% in rame, 66,71% in peso di iridio e 22,26% in peso di zolfo.
Tuttavia, un totale di 26 analisi con microsonda elettronica sul materiale tipo della Kamchatka hanno prodotto una diversa composizione media del 7,41% in peso di rame, 48,9% in peso di iridio e 24,6% in peso di zolfo. Inoltre, sono state rilevate quantità del 3,17% in peso sono stati misurati ferro (Fe) e 0,27% in peso di nichel (Ni) nonché 10,5% in peso di platino (Pt) e 6,05% in peso di rodio (Rh), che sostituiscono una parte del rame e una parte dell'iridio.
Sulla base di quattro atomi di zolfo, la composizione empirica è la seguente:
{\displaystyle {\ce {(Cu_{0,61}Fe_{0,30}Ni_{0,02})_{\Sigma =0,93}(Ir_{1,38}Pt_{0,28}Rh_{0,31})_{\Sigma =1,92}S_{4,00}}}}
La cuproiridsite forma una serie continua di soluzioni solide con cuprorhodsite (Cu+0,5Fe3+0,5)Rh3+2S4 e malanite Cu1+(Ir3+Pt4+)S4.

## Origine e giacitura
La cuproiridsite si forma nei depositi alluvionali, dove può presentarsi in associazione con cuprorhodsite e malanite, così come con bornite, calcopirite, cherepanovite, cooperite, erlichmanite, irarsite, iridosmina, isoferroplatino, kashinite, laurite, osmio nativo e pentlandite contenente platino e rodio, e sperrylite.
Essendo una rara formazione minerale, la cuproiridsite è stata trovata solo in pochi siti. Oltre alle località tipo menzionate sul monte Filipp in Kamchatka e sui massicci del Ciad e del Kondër a Khabarovsk, il minerale è stato trovato in Russia in altre località della Kamchatka, sul massiccio dell'Inagli, situato anche nell'altopiano dell'Aldan della Repubblica di Sacha, nel complesso di ofiolite di "Il'chir" nei Monti Saiani, in un giacimento di placer sul fiume Is vicino a Nižnjaja Tura e in vari giacimenti di ofiolite nelle vicinanze di Alapaevsk nell'oblast di Sverdlovsk nonché nei giacimenti di solfuro-iridio-rodio-nichel "Centralnoye-I" e "Centralnoye-II" vicino a Rai-Iz (Raiz) nell'oblast' di Tjumen' negli Urali.
In Italia la cuproiridsite è stata trovata nel complesso ultramafico di Finero, in Piemonte.
In Austria, la cuproiridsite è finora nota solo a Kraubath an der Mur, a Sommergraben e in un giacimento di cromite senza nome sul Mitterberg vicino a Sankt Stefan ob Leoben in Stiria.
Altre località includono Australia, Finlandia, Grecia, Italia, Canada, Kazakistan, Cuba, Myanmar, Macedonia del Nord, Filippine, Sierra Leone e Stati Uniti d'America (Alaska).

## Forma in cui si presenta in natura
La cuproiridsite è stata trovata solo sotto forma di minuscole inclusioni fino a circa 300 μm nell'isoferroplatino e nel platino. Il minerale è completamente opaco e ha un colore nero ferroso, che appare grigio anche alla luce incidente, con una lucentezza metallica.